# Eugeniusz II
Eugeniusz II (ur. w Rzymie, zm. 27 sierpnia 827) – 99. papież w okresie od 6 czerwca 824 do 27 sierpnia 827.

## Życiorys
Po śmierci Paschalisa I wybór nowego papieża przebiegał burzliwie. Arystokracja usiłowała wprowadzić na Stolicę Piotrową swego kandydata, mnicha Walę, który jednak ustąpił po kilku godzinach, uznając za prawowity wybór Eugeniusza, kardynała św. Sabiny, kandydata większości duchowieństwa.
Cesarz Lotar I przybył do Rzymu, by uspokoić nastroje. Z tej okazji 11 listopada 824 roku, wydany został dokument, znany pod nazwą Konstytucja rzymska, który uznawał wolne wybory papieża, lecz wymagał od niego złożenia przysięgi na ręce posła cesarskiego. Biskup Rzymu i władca Państwa Kościelnego został poddany prawom feudalnym. Konstytucja Lotara dopuszczała możliwość udziału świeckich w wyborze papieża.
Eugeniusz zwołał synod w listopadzie 826 roku, na którym ogłosił kanony dyscyplinarne dotyczące symonii, kwalifikacji biskupów, wykształcenia duchowieństwa i życia mnichów. W czasach jego pontyfikatu, na wschodzie odrodził się ikonoklazm i Eugeniusz, na prośbę cesarza Lotara I, zwołał komisję teologów, która 1 listopada 825 roku odrzuciła postanowienia II soboru nicejskiego. Papież jednak zdecydowanie sprzeciwił się odrzuceniu kultu obrazów, na co przystał także cesarz Franków.